# Золотий м'яч 1969
«Золотий м'яч 1969»

23 грудня 1969
Найкращий футболіст Європи: 
 Джанні Рівера
 (вперше)

← 1968 * Золотий м'яч * 1970 →
Золотий м'яч 1969 року — 14-те щорічне вручення нагороди найкращому футболісту Європи, за підсумками опитування від журналу «Франс Футбол».

## Процедура голосування
Участь у голосуванні за визначення найкращого футболіста в Європі взяли представники 26 футбольних асоціацій УЄФА, зокрема: Австрії, Англії, Бельгії, Болгарії, Греції, Данії, Ірландії, Іспанії, Італії, Люксембурга, Нідерландів, НДР, Норвегії, Польщі, Португалії, Румунії, СРСР, Туреччини, Угорщини, Фінляндії, Франції, ФРН, Чехословаччини, Швейцарії, Швеції та Югославії. Вперше участь в голосуванні взяв представник Фінляндії в особі Шарля Гулло.
Кожен із членів журі обирав п'ятьох футболістів, які, на його думку, є найкращими гравцями Європи. За перше місце нараховували 5 очок, за друге — чотири, за третє — три, за четверте — два, за п'яте — одне очко. Переможець максимально міг отримати 130 очок.
Результати голосування були опубліковані 23 грудня 1969 року в журналі France Football (№ 1238).

## Підсумки голосування
Володарем нагороди став 26-річний італійський півзахисник клубу «Мілан» Джанні Рівера, який в тому ж році виграв Кубок європейських чемпіонів. Він випередив свого співвітчизника найкращого бомбардира чемпіонату Італії Луїджі Ріву з «Кальярі» та найкращого бомбардира чемпіонату ФРН Герда Мюллера з «Баварії».
Джанні Рівера став першим гравцем «Мілана», який виграв трофей «Золотий м'яч».
| Місце | Гравець              | Клуб              | Країна            | Очки | %      | Місця | Місця | Місця | Місця | Місця | К-ть голосів |
| Місце | Гравець              | Клуб              | Країна            | Очки | %      | 1-ше  | 2-ге  | 3-тє  | 4-те  | 5-те  | К-ть голосів |
| ----- | -------------------- | ----------------- | ----------------- | ---- | ------ | ----- | ----- | ----- | ----- | ----- | ------------ |
| 1     | Джанні Рівера        | Мілан             | Італія            | 83   | 63.8 % | 14    | 1     | 2     | 1     | 1     | 19           |
| 2     | Луїджі Ріва          | Кальярі           | Італія            | 79   | 60.8 % | 10    | 3     | 3     | 4     |       | 20           |
| 3     | Герд Мюллер          | Баварія           | ФРН               | 38   | 29.2 % |       | 2     | 6     | 5     | 2     | 15           |
|       |                      |                   |                   |      |        |       |       |       |       |       |              |
| 4     | Йоган Кройф          | Аякс              | Нідерланди        | 30   | 23.1 % | 1     | 2     | 2     | 4     | 3     | 12           |
| 4     | Уве Чіндваль         | Феєнорд           | Швеція            | 30   | 23.1 % |       | 2     | 3     | 5     | 3     | 13           |
| 6     | Джордж Бест          | Манчестер Юнайтед | Північна Ірландія | 21   | 16.2 % |       | 4     | 1     | 1     |       | 6            |
| 7     | Франц Бекенбауер     | Баварія           | ФРН               | 18   | 13.8 % |       | 3     | 2     |       |       | 5            |
| 8     | П'єріно Праті        | Мілан             | Італія            | 17   | 13.1 % | 1     | 2     | 1     |       | 1     | 5            |
| 9     | Петар Жеков          | ЦСКА (Софія)      | Болгарія          | 14   | 10.8 % |       | 2     | 2     |       |       | 4            |
| 10    | Джек Чарлтон         | Лідс Юнайтед      | Англія            | 10   | 7.7 %  |       | 1     | 2     |       |       | 3            |
|       |                      |                   |                   |      |        |       |       |       |       |       |              |
| 11    | Альберт Шестерньов   | ЦСКА (Москва)     | СРСР              | 8    | 6.2 %  |       | 2     |       |       |       | 2            |
| 12    | Драган Джаїч         | Црвена Звезда     | Югославія         | 6    | 4.6 %  |       |       |       | 2     | 2     | 4            |
| 13    | Френсіс Лі           | Манчестер Сіті    | Англія            | 4    | 3.1 %  |       | 1     |       |       |       | 1            |
| 13    | Мартін Пітерс        | Вест Гем          | Англія            | 4    | 3.1 %  |       | 1     |       |       |       | 1            |
| 15    | Боббі Чарлтон        | Манчестер Юнайтед | Англія            | 3    | 2.3 %  |       |       | 1     |       |       | 1            |
| 15    | Анджело Сормані      | Мілан             | Італія            | 3    | 2.3 %  |       |       | 1     |       |       | 1            |
| 15    | Йозеф Адамець        | Спартак (Трнава)  | Чехословаччина    | 3    | 2.3 %  |       |       |       |       | 3     | 3            |
| 18    | Мануель Веласкес     | Реал Мадрид       | Іспанія           | 2    | 1.5 %  |       |       |       | 1     |       | 1            |
| 18    | Андрей Квашняк       | Спарта Расінг     | Чехословаччина    | 2    | 1.5 %  |       |       |       | 1     |       | 1            |
| 18    | Луї Піло             | Стандард          | Люксембург        | 2    | 1.5 %  |       |       |       | 1     |       | 1            |
| 18    | Йоргос Сідеріс       | Олімпіакос        | Греція            | 2    | 1.5 %  |       |       |       | 1     |       | 1            |
| 18    | Ференц Бене          | Уйпешт            | Угорщина          | 2    | 1.5 %  |       |       |       |       | 2     | 2            |
| 23    | Біллі Бремнер        | Лідс Юнайтед      | Шотландія         | 1    | 0.8 %  |       |       |       |       | 1     | 1            |
| 23    | Казімеж Дейна        | Легія             | Польща            | 1    | 0.8 %  |       |       |       |       | 1     | 1            |
| 23    | Міміс Домазос        | Панатінаїкос      | Греція            | 1    | 0.8 %  |       |       |       |       | 1     | 1            |
| 23    | Жильбер Гресс        | Штутгарт          | Франція           | 1    | 0.8 %  |       |       |       |       | 1     | 1            |
| 23    | Джиммі Джонстон      | Селтік            | Шотландія         | 1    | 0.8 %  |       |       |       |       | 1     | 1            |
| 23    | Влодзімеж Любанський | Гурник            | Польща            | 1    | 0.8 %  |       |       |       |       | 1     | 1            |
| 23    | Володимир Мунтян     | Динамо (Київ)     | СРСР              | 1    | 0.8 %  |       |       |       |       | 1     | 1            |
| 23    | Вілфрід ван Мур      | Стандард          | Бельгія           | 1    | 0.8 %  |       |       |       |       | 1     | 1            |
| 23    | Іво Віктор           | Дукла             | Чехословаччина    | 1    | 0.8 %  |       |       |       |       | 1     | 1            |

## Цікаві факти
- Розподіл по амплуа серед 31 футболіста згаданих в анкетах наступний: 1 воротар, 4 захисники, 9 півзахисників та 17 нападників.[2]
- Джанні Рівера став другим італійським (після Омара Сіворі) володарем трофею. За кількістю нагород Італія зрівнялася з Англією, у лідера за цим показником Іспанії — 3 нагороди.
- Вперше за історію проведення опитувань перші два місця посіли представники однієї країни.
- Футболісти згадані в анкетах (усього — 31) представляли 18 країн, серед них найбільше було від Англії та Італії — по 4, Чехословаччини — 3, ФРН, Шотландії, СРСР, Польщі та Греції — по 2 гравці.
- Вперше в анкетах були згадані представники Греції — форвард «Олімпіакоса» Йоргос Сідеріс і півзахисник «Панатінаїкоса» Міміс Домазос. Греція стала 27-ю країною, чий гравець потрапив до списків «Франс Футбол».
- «Мілан» став десятим клубом, представник якого виграв трофей «Золотий м'яч». Найбільше таких нагород було в «Манчестер Юнайтед» та «Реал» (Мадрид) — по 3 нагороди.
- Всього в анкетах були названі гравці з 24 клубів, серед них найбільше було представників «Мілана» та Лідс Юнайтед — по 3, «Манчестер Юнайтед», «Баварії» та «Стандарда» — по 2 гравці.
- Вперше в опитуваннях були згадані гравці 7 клубів, зокрема: «Манчестер Сіті», «Спартак» (Трнава), «Расінг» Мехелен, «Олімпіакоса», «Панатінаїкоса», «Легії» та «Штутгарта».
- Всього за 14 років в анкетах були згадані 189 футболістів зі 100 клубів. Футболісти «Манчестер Юнайтед» були згадані в опитуваннях хоча б одного разу у 13 випадках, мадридського «Реала» — в 12-ти, московського «Динамо» та «Мілана» — в 11-ти, «Інтернаціонале» — в 10-ти випадках.
- Вдруге лауреатом трофею став представник італійської першості. Лідерами за цим показником залишаються іспанський та англійський чемпіонати  — по 4 трофеї.
- Рекордсменом за кількістю номінацій залишався Лев Яшин — десять номінацій, у Флоріана Альберта, Луїса Суареса, Еусебіу та Боббі Чарлтона — по 8.
- Еусебіу не отримав жодного голосу від респондентів, вперше після 1961 року. До цього, португальський футболіст 8 років поспіль потрапляв у загальний залік опитування, у тому числі 6 разів у чільну п'ятірку.
- Володимир Мунтян став третім футболістом київського «Динамо» в анкетах щотижневика «Франс Футбол». Раніше в них фігурували Юрій Войнов (1959) та Анатолій Бишовець (1967).